# Black Racer (DC Comics)
Black Racer (in italiano tradotto anche come Corridore Nero) è un personaggio immaginario, una divinità ed un avatar dell'Universo DC. Comparve per la prima volta in The New Gods (vol. 1) n. 3 (luglio 1971), creato da Jack Kirby.

## Biografia del personaggio
Black Racer è la personificazione della morte nel Quarto Mondo dell'universo DC.
La forma corporea di Black Racer è quella del sergente William Walker, rimasto paralizzato dopo la guerra del Vietnam e ora costretto a letto. Walker fu contattato dalla Fonte quando Darkseid portò la guerra degli Dei sulla Terra, e gli fu detto che era sua responsabilità avere un ruolo in essa. Il Racer fa uso di quello che sembrano essere un paio di sci come mezzo di trasporto, simile al surf di Silver Surfer, altra creazione di Kirby. I Nuovi Dei vengono presi da Black Racer al momento della loro morte, e portati nell'Ade (versione del Quarto Mondo del nostro Ade).
Secondo Capitan Atom n. 42, il Black Racer rappresenta "la morte come inevitabilità", come la Morte degli Infiniti rappresenta "la morte come un rilascio compassionevole". Tutto ciò fu contestato da Neil Gaiman, che affermò che la Morte degli Infiniti è l'incarnazione finale della morte nell'Universo DC.
Durante il crossover Our Worlds at War, giunse per reclamare l'anima di Acciaio, ma Superman riuscì a fargli cambiare idea parlando con lui. Nel crossoverDarkseid Vs Galactus, Silver Surfer fu in grado di ritardare l'arrivo di Racer quando giunse per reclamare l'anima di Orion, dando tempo alla Scatola Madre di Orion di guarirlo dalle sue ferite.

### Sette Soldati
Nella miniserie Seven Soldiers: Mister Miracle di Grant Morrison, Black Racer comparve come un utilizzatore di una sedia a rotelle (di sicuro non era Walker, in quanto questo Racer era caucasico), dopo la distruzione di Apokolips e di Nuova Genesi. Fece una scommessa con Metron in cui volevano vedere se Mister Miracle sarebbe o no riuscito a salvare i Nuovi Dei. La forma originale di Black Racer comparve brevemente per testare le abilità di Shilo Norman.

### Morte dei Nuovi Dei
Willie Walker fu ucciso nel primo numero della miniserie divisa in otto parti di Death of the New Gods. Fu ucciso dall'Uomo Infinito che gli strappò il cuore. Serifan dei Forever People fu visto uscire dalla sua stanza dopo la sua morte.

### Crisi finale
Black Racer comparve brevemente nel n. 1, presentandosi alla morte di Orion. Come per tutti gli altri Nuovi Dei, la sua comparsa fu ridisegnata; ora indossava un'armatura più liscia somigliante solo in parte alla sua vecchia veste, ed i suoi sci sembrarono molto più delle falci. Lo sketchbook di Crisi finale affermò che J. G. Jones e Grant Morrison decisero di giocare il nuovo aspetto del Cavaliere Nero in questo nuovo disegno.
Il Black Racer comparve anche alla fine del n. 2, mentre inseguiva Barry Allen/Flash e il proiettile divino che fu sparato indietro nel tempo.
Nel n. 7, Barry e Wally West, inseguiti dal Black Racer, lo portarono ad un Darkseid ferito mortalmente, che decise di prenderlo al loro posto.

## Altre versioni
- Il Black Racer viene mostrato in un futuro alternativo nell'arco narrativo Rock of Ages, sulle pagine di JLA n. 14.
- Nell'universo Amalgam, Black Racer si fonde con Silver Surfer creando il Silver Racer.
- Nel crossover Darkseid War, il Black Racer è di nuovo il Dio della Morte di Apokolipse, ma obbedisce a Darkseid; quando quest'ultimo muore, alcuni membri della Jusce League ne assorbono alcune singole capacità diventando per un po' divinità; il Black Racer trova in Flash/Barry Allen il suo ospite umano.